# Jag bekänner
Jag bekänner är en amerikansk film från 1953 i regi av Alfred Hitchcock. Huvudrollen görs av Montgomery Clift som spelar en katolsk präst som inte kan rentvå sig från mordmisstankar utan att bryta sin tystnadsplikt. Filmen spelades till stor del in i Québec.

## Rollista i urval
- Montgomery Clift - fader Michael Logan
- Anne Baxter - Ruth Grandfort
- Karl Malden - inspektör Larrue
- Brian Aherne - Willy Robertson
- O.E. Hasse - Otto Keller
- Dolly Haas - Alma Keller